# نيمانيا ايفانوف
نيمانيا ايفانوف هو لاعب كرة قدم صربي في مركز الدفاع، ولد في 6 أكتوبر 1994 في Pirot ‏ في صربيا. شارك مع منتخب صربيا تحت 17 سنة لكرة القدم. أما مع النوادي، فقد لعب مع نادي سيليكس.

## وصلات خارجية
- نيمانيا ايفانوف على موقع قاعدة بيانات كرة القدم.إي يو (الإنجليزية)
- نيمانيا ايفانوف على موقع Soccerbase.com (لاعب) (الإنجليزية)
- نيمانيا ايفانوف على موقع Soccerway.com (الإنجليزية)
- نيمانيا ايفانوف على موقع عالم كرة القدم.نت (الإنجليزية)